# Lurdská kaple (Matrei in Osttirol)
Lurdská kaple je památkově chráněná stavba v obci Matrei in Osttirol v Tyrolsku.
Byla postavena v letech 1903 až 1904 z podnětu Ignaze Niedereggera a George Unterprangera. Dnes leží pod silnicí Felbertauern (která byla postavena v šedesátých letech 20. století), mezi domy Neumarktstraße 18 a Neumarktstraße 20. Po poškození při trhacích pracích, které vzniklo při výstavbě silnice Felbertauern, byla kaple obnovena v letech 1976 až 1977. V květnu 1977 byla znovu vysvěcena Josefem Holausem.
Kaple byla postavena v novogotické formě a má obdélníkový půdorys se zasunutým chórem. Sanktusník byl přestavěn v roce 1977 a má čtyři štíty a osmihrannou špičatou střechu. Vstupní portál byl navržen jako špičatý klenutý portál a opatřen rámováním z tufu. Nad ním je kulaté okno s rozetou. Interiér kaple má klenbový strop. Ve výklenku přední stěny byla vytvořena z tufu lurdská jeskyně, v níž je umístěno figurální zobrazení svaté Bernadety před Pannou Marií.